# Würzer (Rebsorte)
Würzer ist eine Weißweinsorte. Georg Scheu züchtete diese Sorte im Jahr 1932 an der Landesanstalt für Rebenzüchtung in Alzey aus einer Kreuzung der Rebsorten Gewürztraminer und Müller-Thurgau. Die Erteilung des Sortenschutzes sowie die Eintragung in die Sortenliste erfolgte 1978. Die Angaben des Züchters zu den Kreuzungseltern konnten in der Zwischenzeit durch DNA-Analyse bestätigt werden.
Die mit Würzer bestockte Rebfläche nimmt in Deutschland ab und lag im Jahr 2022 bei 49 ha. Im Jahr 2007 waren in Deutschland ca. 67 Hektar Rebfläche mit Würzer bestockt, nachdem im Jahr 2001 noch 97 Hektar Rebfläche erhoben wurden.
Der Wein ist rassig, frisch und elegant und hat ein schönes Muskatbukett. Die Bezeichnung Würzer ist ein Hinweis auf seine würzige Art. Nachteilig ist seine Empfindlichkeit in Bezug auf Frost und Chlorose. Würzer ist eine Varietät der Edlen Weinrebe (Vitis vinifera). Sie besitzt zwittrige Blüten und ist somit selbstfruchtend. Beim Weinbau wird der ökonomische Nachteil vermieden, keinen Ertrag liefernde, männliche Pflanzen anbauen zu müssen.
Aus der gleichen Züchtungsreihe und dem gleichen Elternpaar entstand die Sorte Septimer.
Synonym: Zuchtnummer 10487
Abstammung: Gewürztraminer x Müller-Thurgau

## Verbreitung
Neben Deutschland gibt es weitere bestockte Rebflächen in der Schweiz, Neuseeland und im Vereinigten Königreich. In der Schweiz lag die mit Würzer bestockte Rebfläche im Jahr 2022 bei rund 0,5 ha, in Neuseeland im Jahr 2016 bei 0,44 ha. und im Vereinigten Königreich im Jahr 2015 bei 4,5 ha.
Die Rebflächen in Deutschland verteilten sich 2021 wie folgt auf die einzelnen Anbaugebiete:
| Anbaugebiet       | Fläche ha |
| Deutschland       | 50        |
| Rheinland-Pfalz   | 49        |
| Rheinhessen       | 31        |
| Pfalz             | 1         |
| Mosel             | 0         |
| Nahe              | 16        |
| Mittelrhein       | 0         |
| Ahr               | 1         |
| Baden-Württemberg | 0         |
| Bayern (Franken)  | 1         |
| Hessen            | 0         |

Quelle: Statistisches Bundesamt (2021): Land- und Forstwirtschaft, Fischerei. Landwirtschaftliche Bodennutzung – Rebflächen. Fachserie 3 Reihe 3.1.5.